# Ubi sunt
Ubi sunt (traduzido literalmente como "onde estão…") é uma expressão em latim retirada da frase Ubi sunt qui ante nos fuerunt?, que significa "Onde estão aqueles que foram antes de nós?". Ubi nunc…? ("Onde agora?") é uma variante comum.
O ubi sunt é, na verdade, uma reflexão sobre a morte e sobre a transitoriedade da vida e, geralmente, causa um efeito de nostalgia.
A expressão ubi sunt pode ser encontrada no início de vários poemas medievais em latim e ocorre, por exemplo, na segunda estrofe da canção "De Brevitate Vitae" (também conhecida como "Gaudeamus igitur").

## Exemplos
É do poeta francês da Idade Média, François Villon, um famoso exemplo de ubi sunt. Trata-se da pergunta "Où sont les neiges d'antan?" ("Onde estão as neves de antanho?"), de Ballade des dames du temps jadis ("Balada das mulheres dos tempos passados"). O refrão foi retomado na ácida e irônica composição de Bertolt Brecht e Kurt Weill, "Nanna's Lied", na qual expressa a memória de uma prostituta não arrependida, a curto prazo, com o seguinte refrão:
Wo sind die Tränen von gestern abend?
Wo ist der Schnee vom vergangenen Jahr?
Em "Coplas por la muerte de su padre", o poeta espanhol Jorge Manrique escreveu estrofes igualmente famosas sobre contemporâneos seus, os quais a morte havia levado:

¿Qué se fizo el rey don Juan?
Los infantes de Aragón
¿qué se fizieron?
¿Qué fue de tanto galán,
qué fue de tanta invención
como trujeron?
Las justas y los torneos,
paramentos, bordaduras
y cimeras,
¿fueron sino devaneos?
¿qué fueron sino verduras
de las eras?